# Вибори в СРСР

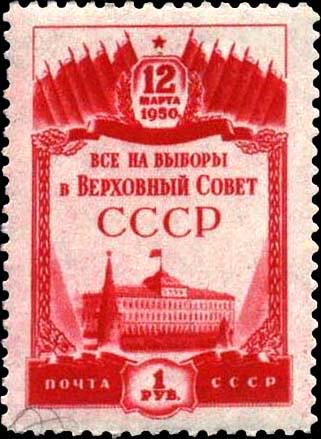
Поштова марка 1950 року, що відзначає вибори того року

Вибори в СРСР з ранніх років існування держави до Перебудови другої половини 1980-х років проходили в однопартійній політичній системі і були безальтернативними (показовими). Протягом більшої частини історії держави використовувалася виборча система, основу якої заклала Конституція 1936 року, прийнята в період сталінізму.
Виборча система Радянського Союзу змінювалася з часом, ґрунтуючись на главі XIII тимчасового Основного закону 1922 року, статтях 9 і 10 Конституції 1924 року та главі XI Конституції 1936 року, відповідно до яких ухвалювалися виборчі закони. Конституція і закони застосовувалися до виборів у всі Ради — від Верховної Ради СРСР, союзних республік та автономних республік до областей, районів і міст. Формально голосування проголошувалося таємним і прямим при загальному виборчому праві.
Однак на практиці між 1936 і 1989 роками виборці могли голосувати проти заздалегідь визначених кандидатів від Комуністичної партії лише зіпсувавши бюлетень або проголосувавши проти єдиного кандидата, тоді як голос за кандидатів від партії можна було подати, просто вкинувши порожній бюлетень.
Людина отримувала бюлетень від працівника дільниці та могла відразу йти до виборчої скриньки. Хоча існували кабінки, де можна було викреслити кандидатів, за яких виборець не хотів голосувати, це легко фіксувалося і тому рідко практикувалося.
Указ 1945 року дозволив солдатам Червоної армії, які перебували за межами СРСР, голосувати за обидві палати Верховної Ради СРСР (тобто Раду Союзу і Раду Національностей) у спеціальних округах по 100 000 осіб. Вперше ці положення було реалізовано на виборах 1946 року і залишалися чинними протягом наступних десятиліть, поки Червона армія зберігала присутність у Східному блоці.
1989 року в СРСР відбулися перші вільні вибори, які стали початком реальних змін в політичній системі країни і держави. 